# Toshio Miyaji
Pour les articles homonymes, voir Miyaji.
Toshio Miyaji (宮地 利雄, Miyaji Toshio) est un footballeur international japonais. Il évoluait au poste de milieu de terrain.

## Carrière
Toshio Miyaji est sélectionné à deux reprises en équipe nationale japonaise, les 17 et 20 mai 1925, pour deux défaites aux Jeux de l'Extrême-Orient contre les Philippines (4-0) et la Chine (2-0).
Il joue alors en club à l'Osaka Soccer Club.